# Pelorocephalus
Pelorocephalus (betekent 'monsterlijke kop' in het Grieks) is een geslacht van uitgestorven chigutisauride temnospondyle Batrachomorpha (basale 'amfibieën') uit het Laat-Trias (Carnien) uit de Cacheutá-formatie van het Cuyo-bekken en de Ischigualasto-formatie van het Ischigualasto-Villa Unión-bekken, beide in het noordwesten van Argentinië. 

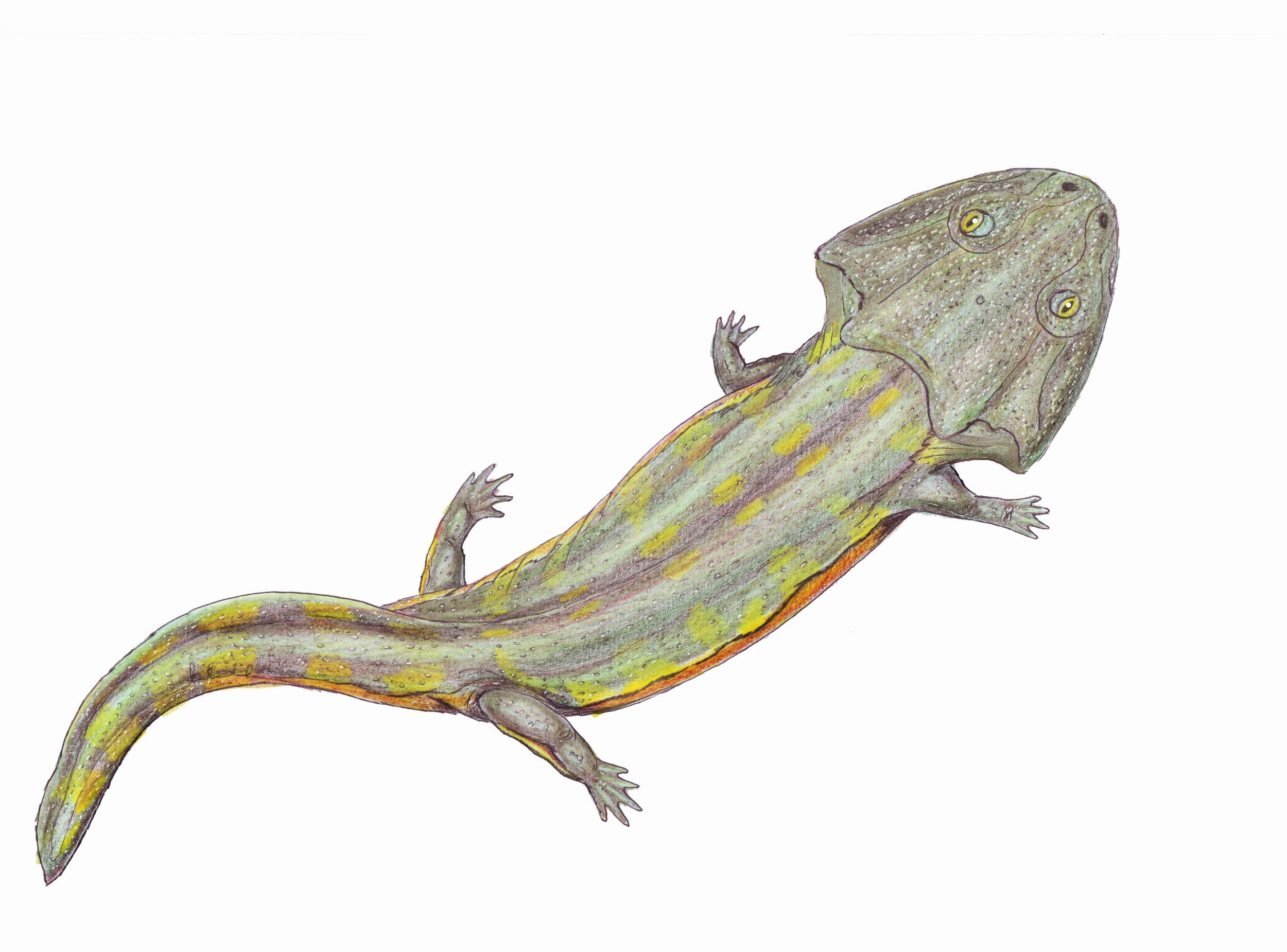
Pelorocephalus tenax

Er worden momenteel drie geldige soorten erkend. De typesoort is Pelorocephalus mendozensis, die in 1944 werd benoemd door Cabrera. De soortaanduiding verwijst naar de herkomst uit de provincie Mendoza. Het holotype is DVPMP  no. 44, VII-5-1, een schedel. 
Pelorocephalus tenax werd in 1949 benoemd als een soort van Chigutisaurus door Rusconi en in 1999 toegewezen aan Pelorocephalus. De soortaanduiding betekent 'vasthoudend'. Het holotype is MCNA 2752, een schedel met wervels. 
Pelorocephalus cacheutensis werd in 1953 door Rusconi benoemd als een andere soort van Chigutisaurus en opnieuw toegewezen aan Pelorocephalus samen met Pelorocephalus tenax. De soortaanduiding verwijst naar de vindplaats Cacheuta. Het holotype is MCNA 2966, een schedel, onderkaken en een rechteropperarmbeen.
De vierde soort Pelorocephalus ischigualastensis werd in 1975 door José Fernando Bonaparte benoemd naar de Ischigualastoformatie waarin het werd gevonden. Het holotype is MCZ 4299, een schedel. Deze is van slechte kwaliteit en de soort wordt wel beschouwd als een nomen dubium.
De soort Pelorocephalus tunuyanensis werd in 1948 door Rusconi benoemd als een Chigutisaurus tunuyanensis op basis van specimen MCNA 2660 bestaande uit twee schedelfragmenten, maar is sindsdien als een jonger synoniem beschouwd van Pelorocephalus mendozensis. 
De grootste individuen worden geschat op meer dan honderdzeven centimeter lengte.